# پارک ملی لاگونا بلانکا
پارک ملی لاگونا بلانکا (به اسپانیایی: Parque nacional Laguna Blanca) یک پارک ملی در آرژانتین است که در استان نئوکن واقع شده‌است.